# 内川清一郎
内川 清一郎（うちかわ せいいちろう、1922年7月13日 - 2000年2月22日）は、日本の映画監督、脚本家である。

## 人物・来歴
1922年（大正11年）7月13日、京都府宇治市菟道只川に生まれる。
1947年（昭和22年）に設立された新東宝で助監督を務める。1948年（昭和23年）からは市川崑、清水宏、小津安二郎らのチーフ助監督を務めた。
1950年（昭和25年）公開の『雪夫人絵図』では溝口健二監督のチーフ助監督に就いた。1949年（昭和24年）末にラストシーンを十和田の湖で撮影するという溝口とともにロケハンに出かけたが、既に雪が積もっており、危険だと止められたが溝口が聞き入れなかった。そのため、地元の猟師に案内してもらって雪の中を出掛けたが、積雪で歩行が困難なうえに溝口が谷に落ちるなどして大変な苦労をした。それでも溝口は翌年2月に十和田で撮影すると言って譲らず、主演の木暮実千代を危険な目に遭わせられないと内川が反対、その末に内川は小森白に交代してチーフを降板した。
1952年（昭和27年）、『西鶴一代女』でふたたび溝口健二監督のチーフ助監督となったが、内川は小森がチーフに指名されると思っていたといい、「（溝口は）喧嘩する奴がいないとだめだと思っているらしい」「（溝口から電話があった時に）逃げたらよかったのに、ぼくは行ったんだよ」と後に語っている。
溝口のあまりの暴君ぶりに撮影現場で口論になり、内川は途中降板となった。このとき、溝口が「女に斬られるようにならないと女は描けませんよ」と啖呵を切った相手が内川である。
その時は非常に腹を立てた内川だったが、後年、「ところが後日、自分で監督してみて、コンテができなかったら、オレもやりたいなと思ったのです」と述べている。

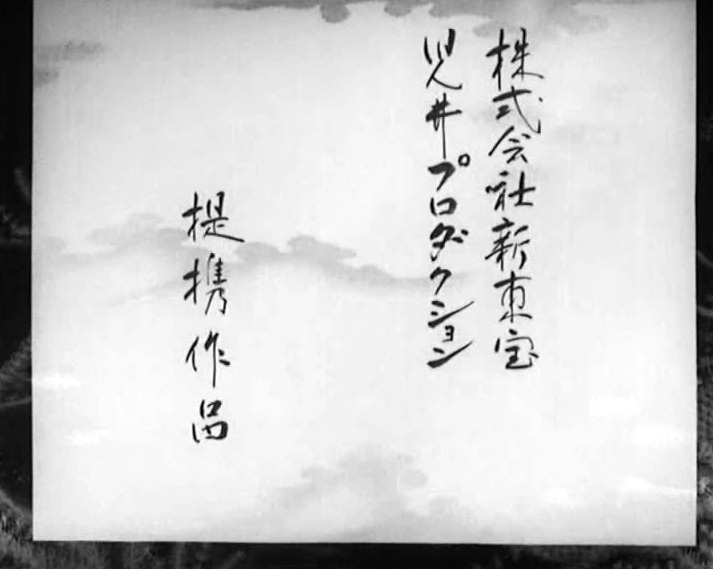
『西鶴一代女』（1952年）

1953年（昭和28年）、監督に昇進、『西鶴一代女』と同じ児井英生の児井プロダクションとの提携作で嵯峨美智子主演の『残波岬の決闘』で監督としてデビューした。1956年（昭和31年）には滝村和男のプロデュースした力道山主演作『力道山 男の魂』を監督し、同作の脚本で脚本家としてもデビューしている。
同年、京都のえくらん社（のちのエクラン社）社長の松本常保がプロデュースした『波止場の王者』を監督したことをきっかけに、1957年（昭和32年）、松本が主宰する「すがお集団」に参加、大木実・高千穂ひづる主演の『女だけの街』を、京都・下加茂の京都映画で撮る。1958年（昭和33年）には、宝塚映画で森繁久彌・清川虹子主演の『口から出まかせ』、松竹京都撮影所で高千穂ひづる・大木実主演の『夜の波紋』を手がけ、前者は松本、後者は滝村のプロデュース作品である。
しばらく京都で活動をしていたが、1960年（昭和35年）、東京に戻り、東京映画で島田正吾主演の『遠い一つの道』を撮った。同年、日本映画新社で加東大介主演の『筑豊のこどもたち』等を撮って、翌1961年（昭和36年）には松竹京都撮影所に戻っている。
1960年代には、映画監督と平行して、新国劇の舞台演出も手がけている。
1967年（昭和42年）10月7日に放映を開始したテレビ映画『平四郎危機一発』の1話 - 3話を監督し、テレビ映画に進出した。1969年（昭和44年）には東京映画でザ・テンプターズ主演のアイドル映画『ザ・テンプターズ 涙のあとに微笑みを』を監督した。同年、東映京都撮影所出身の西川幸男のニューセンチュリー映画で北島三郎や村田英雄の主演映画を監督した後は、映画を撮った記録がない。1970年の『関東義兄弟』の公開時点で、47歳である。
1975年（昭和50年）、新藤兼人が監督したドキュメンタリー映画『ある映画監督の生涯 溝口健二の記録』に出演し、姿を現す。
2000年（平成12年）2月22日に死去した。満77歳没。

## フィルモグラフィ

### 新東宝
助監督
- 『三百六十五夜　東京篇』 : 監督市川崑、1948年
- 『三百六十五夜　大阪篇』 : 監督市川崑、1948年
- 『小原庄助さん』 : 監督清水宏、1949年
- 『宗方姉妹』 : 監督小津安二郎、1950年
- 『西鶴一代女』 : 監督溝口健二、共同製作児井プロダクション、1952年

監督
- 『残波岬の決闘』 : 共同製作児井プロダクション / 新東宝、1953年
- 『半処女』 : 1953年
- 『霧の第三棧橋』 : 共同製作新芸プロダクション / 新東宝、1953年
- 『母の秘密』 : 1954年
- 『レスリング・チャンピオン 日本の虎』 : 1954年
- 『一寸法師』 : 1955年
- 『悪魔の囁き』 : 1955年
- 『柔道流転』 : 1955年
- 『柔道流転 黒帯無双』 : 1955年
- 『栄光と驀走王』 : 1956年
- 『暴力の王者』 : 1956年
- 『力道山 男の魂』 : 協同プロダクション / 新東宝、1956年 - 脚本兼務
- 『波止場の王者』 : 1956年

### 京都・宝塚時代

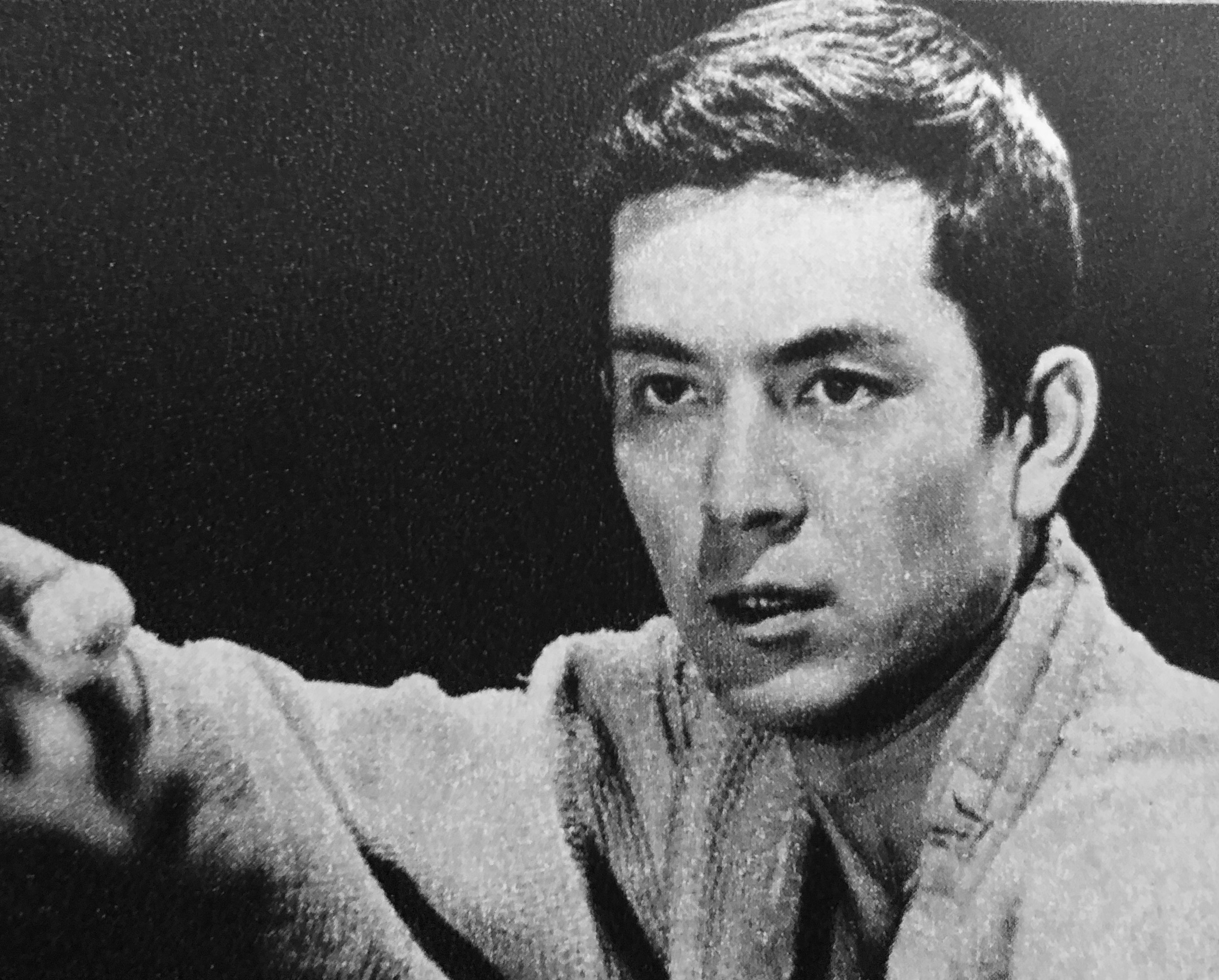
『姿三四郎』（1965年）

- 『女だけの街』 : すがお集団・京都映画 / 松竹、1957年 - 脚本兼務
- 『淑女夜河を渡る』 : すがお集団 / 松竹、1957年 - 脚本兼務
- 『口から出まかせ』 : 宝塚映画 / 東宝、1958年
- 『夜の波紋』 : 松竹京都撮影所 / 松竹、1958年 - 脚本兼務
- 『女侠一代』 : 松竹京都撮影所 / 松竹、1958年
- 『伴淳のおじちゃん』 : 松竹京都撮影所 / 松竹、1959年 - 構成
- 『妻の勲章』 : 松竹京都撮影所 / 松竹、1959年 - 脚本兼務
- 『パイナップル部隊』 : 松竹京都撮影所 / 松竹、1959年
- 『大穴』 : 松竹京都撮影所 / 松竹、1960年
- 『遠い一つの道』 : 東京映画 / 東宝、1960年 - 脚本兼務
- 『筑豊のこどもたち』 : 日本映画新社・東宝 / 東宝、1960年
- 『金づくり無法時代』 : 東京映画 / 東宝、1961年
- 『禁猟区』 : 松竹京都撮影所 / 松竹、1961年
- 『夜の傾斜』 : 宝塚映画 / 東宝、1962年
- 『残酷の河』 : 松竹京都撮影所 / 松竹、1963年 - 脚本兼務
- 『丹下左膳』 : 松竹京都撮影所 / 松竹、1963年 - 脚本兼務
- 『道場破り』 : 松竹京都撮影所 / 松竹、1964年
- 『続・道場破り 問答無用』 : 監督菊池靖・松野宏軌、松竹京都撮影所 / 松竹、1964年 - 脚本・監修
- 『姿三四郎』 : 宝塚映画・黒澤プロダクション / 東宝、1965年

### 東京時代
- 『平四郎危機一発』第1-3話 : TBS、1967年 （番組1967年 - 1968年）
- 『ザ・テンプターズ 涙のあとに微笑みを』 : 東京映画 / 東宝、1969年
- 『さくら盃 仁義』 : ニューセンチュリー映画 / 日活、1969年
- 『関東義兄弟』 : ニューセンチュリー映画 / 日活、1970年 - 脚本兼務
- 『ある映画監督の生涯　溝口健二の記録』 : 監督新藤兼人、近代映画協会 / ATG、1975年 - 出演

## 註
1. 1 2  内川清一郎、kinejun.jp, 2009年10月16日閲覧。
2. 1 2 3 4 5 6 7 8 9 10 11  #外部リンク欄、「内川清一郎」リンク先、日本映画データベース、2009年10月16日閲覧。二重リンクを省く。
3. 1 2 3  「秘録まぼろしの新東宝」『映画芸術』no.329 6・8合併月号、映画芸術新社、8-1、24-25頁。
4. ↑  テレビドラマデータベース全文検索結果、tvdrama-db.com, 2009年10月16日閲覧。